# Liste der Monuments historiques in Rimbachzell
Die Liste der Monuments historiques in Rimbachzell führt die Monuments historiques in der französischen Gemeinde Rimbachzell auf.

## Liste der Objekte
| Bezeichnung               | Beschreibung                                | Standort                                | Kennzeichnung | Schutzstatus | Datum | Bild |
| ------------------------- | ------------------------------------------- | --------------------------------------- | ------------- | ------------ | ----- | ---- |
| Skulptur Madonna mit Kind | Holz, farbig gefasst und vergoldet, um 1500 | in der Kirche Sts-Pierre-et-Paul (Lage) | PM68000311    | Classé       | 1976  |      |